# نهمین دوره جوایز بین‌المللی اکتا
نهمین دوره جوایز بین‌المللی آکادمی هنرهای سینما و تلویزیون استرالیا (به انگلیسی: 9th Australian Academy of Cinema and Television Arts International Awards) یا به‌طور مرسوم جوایز بین‌المللی اکتا (به انگلیسی: AACTA International Awards) تقدیری است که توسط آکادمی هنرهای سینمایی و تلویزیونی استرالیا (AACTA)، سازمان غیرانتفاعی که هدف آن شناسایی، تشویق، ترویج و تجلیل بزرگترین دستاوردهای استرالیا در فیلم و تلویزیون است، اهدا می‌شود. جوایز برای بهترین فیلم‌ها در سال ۲۰۱۹، فارغ از کشور مبدأ، ارائه شد و همتای بین‌المللی جوایز فیلم‌های استرالیایی می‌باشند.
این جوایز در تاریخ ۳ ژانویه ۲۰۲۰ اهدا شدند.

## برندگان و نامزدها
| بهترین فیلم - انگل - مرد ایرلندی - جوکر - پادشاه - روزی روزگاری در هالیوود | بهترین کارگردان - کوئنتین تارانتینو – روزی روزگاری در هالیوود - سم مندس – ۱۹۱۷ - مارتین اسکورسیزی – مرد ایرلندی - تاد فیلیپس – جوکر - بونگ جون-هو – انگل                                                                                                   |
| بهترین بازیگر مرد - آدام درایور – داستان ازدواج در نقش چارلی باربر - کریستین بیل – فورد در برابر فراری در نقش کن مایلز - آنتونیو باندراس – درد و شکوه در نقش سالوادور مالو - رابرت دنیرو – مرد ایرلندی در نقش فرانک شیرن - واکین فینیکس – جوکر در نقش وکر | بهترین بازیگر زن - سرشه رونان – زنان کوچک در نقش جوزفین «جو» مارچ - آکوافینا – وداع در نقش بیلی وانگ - اسکارلت جوهانسون – داستان ازدواج در نقش نیکول باربر - شارلیز ترون – بامب‌شل در نقش میگن کلی - رنی زلوگر – جودی در نقش جودی گارلند                    |
| بهترین بازیگر نقش مکمل مرد - برد پیت – روزی روزگاری در هالیوود در نقش کلیف بوث - جان لیسگو – بامب‌شل در نقش راجر ایلز - آل پاچینو – مرد ایرلندی در نقش جیمی هوفا - جو پشی – مرد ایرلندی در نقش راسل بوفالینو - سونگ کانگ-هو – انگل در نقش کیم کی-تائک      | بهترین بازیگر نقش مکمل زن - مارگو رابی – بامب‌شل در نقش کایلا پاسپیسیل - تونی کولت – چاقوکشی در نقش جانی ترومبی - نیکول کیدمن – بامب‌شل در نقش گرچن کارلسون - فلورنس پیو – زنان کوچک در نقش آمی مارچ - مارگو رابی – روزی روزگاری در هالیوود در نقش شارون تیت |
| بهترین فیلمنامه - تایکا وایتیتی – جوجو خرگوشه - استیون زایلیان – مرد ایرلندی - تاد فیلیپس، اسکات سیلور – جوکر - کوئنتین تارانتینو – روزی روزگاری در هالیوود - بونگ جون-هو، هان جین وون – انگل                                                             | |

### فیلم‌ها با چندین نامزدی و جایزه
| نامزدها | فیلم                    |
| ------- | ----------------------- |
| ۶       | مرد ایرلندی             |
| ۵       | روزی روزگاری در هالیوود |
| ۴       | انگل                    |
| ۴       | بامب‌شل                  |
| ۴       | جوکر                    |
| ۲       | زنان کوچک               |
| ۲       | داستان ازدواج           |

| جوایز | فیلم                    |
| ----- | ----------------------- |
| ۲     | روزی روزگاری در هالیوود |